# Qualificazioni al campionato europeo femminile di calcio 2017
Le qualificazioni al campionato europeo femminile di calcio del 2017 si sono tenute dal 4 aprile 2015 al 25 ottobre 2016. 15 nazionali della zona UEFA su 46 partecipanti sono state ammesse alla fase finale affiancando la nazionale olandese, qualificata di diritto essendo i Paesi Bassi la nazione ospitante.
A questa edizione ha partecipato per la prima volta anche la nazionale di Andorra. Alle qualificazioni non hanno partecipato Azerbaigian, Bulgaria, Armenia, Cipro, Gibilterra, Liechtenstein e San Marino.

## Formato e regolamento
La fase di qualificazione è divisa in tre turni:
- Turno preliminare: le 8 Nazionali con il ranking UEFA peggiore sono suddivise in due gironi da quattro squadre. Ogni gruppo gioca un girone all'italiana che si disputa in una delle nazioni rappresentate estratta a sorte dalla UEFA. Le due vincitrici dei gironi vengono promosse alla fase a gironi di qualificazione.
- Girone di qualificazione: Le 40 Nazionali (le 38 col ranking migliore più le due promosse dal turno preliminare) sono divise in otto gironi da cinque squadre. Ogni gruppo è giocato con il formato del girone all'italiana. Le otto vincitrici dei gironi e le sei migliori seconde (non contando i risultati contro le squadre giunte al quinto posto nel girone) si qualificano direttamente per la fase finale, mentre le due restanti seconde classificate si giocano la partecipazione alla fase successiva nella fase dei play-off.
- Play-off: Le due nazionali peggiori seconde classificate giocano un confronto di andata e ritorno per determinare l'ultima squadra qualificata.

In caso di parità di punti tra due o più squadre di uno stesso gruppo, le posizioni in classifica verranno determinate prendendo in considerazione, nell'ordine, i seguenti criteri:
1. maggiore numero di punti negli scontri diretti tra le squadre interessate (classifica avulsa);
2. migliore differenza reti negli scontri diretti tra le squadre interessate (classifica avulsa);
3. maggiore numero di reti segnate negli scontri diretti tra le squadre interessate (classifica avulsa);
4. maggiore numero di reti segnate in trasferta negli scontri diretti tra le squadre interessate (classifica avulsa), valido solo per il turno di qualificazione a gironi;
5. se, dopo aver applicato i criteri dall'1 al 4, ci sono squadre ancora in parità di punti, i criteri dall'1 al 4 si riapplicano alle sole squadre in questione. Se continua a persistere la parità, si procede con i criteri dal 6 all'11;
6. migliore differenza reti;
7. maggiore numero di reti segnate;
8. maggiore numero di reti segnate in trasferta (valido solo per il turno di qualificazione a gironi);
9. calci di rigore se le due squadre sono a parità di punti al termine dell'ultima giornata (valido solo per il turno preliminare);
10. classifica del fair play;
11. posizione del ranking UEFA o sorteggio.

Per determinare le sei migliori seconde classificate nel turno di qualificazione a gironi, i risultati ottenuti contro le squadre classificate al quinto posto non vengono considerati e si prendono in considerazione, nell'ordine, i seguenti criteri:
1. maggiore numero di punti;
2. migliore differenza reti;
3. maggiore numero di reti segnate;
4. maggiore numero di reti segnate in trasferta;
5. classifica del fair play;
6. posizione del ranking UEFA o sorteggio.

Nei play-off la squadra che segna più reti nelle due partite si qualifica alla fase finale. Se al termine delle due partite le due squadre sono in parità di reti segnate, si applica la regola dei gol fuori casa. Se la parità persiste, si giocano prima i tempi supplementari. In caso di ulteriore parità al termine dei tempi supplementari si calciano i tiri di rigore.

## Programma
Le partite di qualificazione si giocano in date che rientrano nel FIFA Women's International Match Calendar.
| Turno                            | Giornata         | Date                           |
| -------------------------------- | ---------------- | ------------------------------ |
| Turno Preliminare                | Prima giornata   | 4 aprile 2015                  |
| Turno Preliminare                | Seconda giornata | 6 aprile 2015                  |
| Turno Preliminare                | Terza giornata   | 9 aprile 2015                  |
| Turno di Qualificazione a Gironi | Prima giornata   | 14-22 settembre 2015           |
| Turno di Qualificazione a Gironi | Seconda giornata | 19-27 ottobre 2015             |
| Turno di Qualificazione a Gironi | Terza giornata   | 23 novembre - 1º dicembre 2015 |
| Turno di Qualificazione a Gironi | Quarta giornata  | 18-26 gennaio 2016             |
| Turno di Qualificazione a Gironi | Quinta giornata  | 29 febbraio - 9 marzo 2016     |
| Turno di Qualificazione a Gironi | Sesta giornata   | 4-12 aprile 2016               |
| Turno di Qualificazione a Gironi | Settima giornata | 30 maggio - 7 giugno 2016      |
| Turno di Qualificazione a Gironi | Ottava giornata  | 12-20 settembre 2016           |
| Play-Off                         | Andata           | 17 ottobre 2016                |
| Play-Off                         | Ritorno          | 25 ottobre 2016                |

## Turno preliminare

### Sorteggio
Il sorteggio si è svolto a Nyon il 19 gennaio 2015. Le 8 squadre partecipanti al turno preliminare sono state suddivise in due urne. Nella prima sono state inserite le due squadre che ospitano le partite dei singoli gruppi (Malta e Moldavia), mentre le altre sei squadre sono state inserite nella seconda urna. 
| Urna 1             | Urna 2                                                            |
| ------------------ | ----------------------------------------------------------------- |
| - Malta - Moldavia | - Fær Øer - Georgia - Lettonia - Lituania - Lussemburgo - Andorra |

### Gruppo 1
| Squadra     | Pt | G | V | N | P | GF | GS | DR |
| ----------- | -- | - | - | - | - | -- | -- | -- |
| Moldavia    | 6  | 3 | 2 | 0 | 1 | 5  | 1  | +4 |
| Lettonia    | 4  | 3 | 1 | 1 | 1 | 5  | 5  | 0  |
| Lituania    | 4  | 3 | 1 | 1 | 1 | 3  | 3  | 0  |
| Lussemburgo | 3  | 3 | 1 | 0 | 2 | 4  | 8  | -4 |

|             | Lettonia (bandiera) | Lituania (bandiera) | Lussemburgo (bandiera) | Moldavia (bandiera) |
| ----------- | ------------------- | ------------------- | ---------------------- | ------------------- |
| Lettonia    |                     | 1 – 1               |                        |                     |
| Lituania    |                     |                     | 2 – 0                  |                     |
| Lussemburgo | 4 – 3               |                     |                        | 0 – 3               |
| Moldavia    | 0 – 1               | 2 – 0               |                        |                     |

Fonte: Sito UEFA

### Gruppo 2
| Squadra | Pt | G | V | N | P | GF | GS | DR  |
| ------- | -- | - | - | - | - | -- | -- | --- |
| Georgia | 6  | 3 | 2 | 0 | 1 | 10 | 2  | +8  |
| Fær Øer | 6  | 3 | 2 | 0 | 1 | 12 | 4  | +8  |
| Malta   | 6  | 3 | 2 | 0 | 1 | 9  | 8  | +1  |
| Andorra | 0  | 3 | 0 | 0 | 3 | 3  | 20 | -17 |

|         | Andorra (bandiera) | Fær Øer (bandiera) | Georgia (bandiera) | Malta (bandiera) |
| ------- | ------------------ | ------------------ | ------------------ | ---------------- |
| Andorra |                    |                    | 0 – 7              | 3 – 5            |
| Fær Øer | 8 – 0              |                    |                    |                  |
| Georgia |                    | 2 – 0              |                    | 1 – 2            |
| Malta   |                    | 2 – 4              |                    |                  |

Fonte: Sito UEFA

## Fase a gironi

### Sorteggio
Il sorteggio si è svolto a Nyon il 20 aprile 2015. Le 40 squadre sono state suddivise in cinque urne sulla base del ranking UEFA. Ogni gruppo contiene una squadra per ciascuna urna. La vincente di ogni girone e le sei migliori seconde accedono direttamente alla fase finale.
| Urna A                                                                             | Urna B                                                                            | Urna C                                                                               | Urna D | Urna E                                                                                   |
| ---------------------------------------------------------------------------------- | --------------------------------------------------------------------------------- | ------------------------------------------------------------------------------------ | --- | ---------------------------------------------------------------------------------------- |
| - Germania - Francia - Svezia - Norvegia - Inghilterra - Italia - Spagna - Islanda | - Russia - Danimarca - Finlandia - Svizzera - Scozia - Austria - Ucraina - Belgio | - Polonia - Rep. Ceca - Galles - Irlanda - Romania - Ungheria - Serbia - Bielorussia | - Portogallo - Irlanda del Nord - Slovacchia - Bosnia ed Erzegovina - Turchia - Israele - Slovenia - Grecia | - Estonia - Croazia - Kazakistan - Albania - Macedonia - Montenegro - Georgia - Moldavia |

### Gruppo 1
| Squadra     | Pt | G | V | N | P | GF | GS | DR  |
| ----------- | -- | - | - | - | - | -- | -- | --- |
| Islanda     | 21 | 8 | 7 | 0 | 1 | 34 | 2  | +32 |
| Scozia      | 21 | 8 | 7 | 0 | 1 | 30 | 7  | +23 |
| Slovenia    | 9  | 8 | 3 | 0 | 5 | 21 | 19 | +2  |
| Bielorussia | 9  | 8 | 3 | 0 | 5 | 10 | 20 | -10 |
| Macedonia   | 0  | 8 | 0 | 0 | 8 | 4  | 51 | -47 |

|             | Bielorussia (bandiera) | Islanda (bandiera) | Macedonia (bandiera) | Scozia (bandiera) | Slovenia (bandiera) |
| ----------- | ---------------------- | ------------------ | -------------------- | ----------------- | ------------------- |
| Bielorussia |                        | 0 - 5              | 6 - 2                | 0 - 1             | 2 - 0               |
| Islanda     | 2 - 0                  |                    | 8 - 0                | 1 - 2             | 4 - 0               |
| Macedonia   | 0 - 2                  | 0 - 4              |                      | 1 - 4             | 0 - 9               |
| Scozia      | 7 - 0                  | 0 - 4              | 10 - 0               |                   | 3 - 1               |
| Slovenia    | 3 - 0                  | 0 - 6              | 8 - 1                | 0 - 3             |                     |

Fonte: Sito UEFA

### Gruppo 2
| Squadra    | Pt | G | V | N | P | GF | GS | DR  |
| ---------- | -- | - | - | - | - | -- | -- | --- |
| Spagna     | 24 | 8 | 8 | 0 | 0 | 39 | 2  | +37 |
| Portogallo | 13 | 8 | 4 | 1 | 3 | 15 | 11 | +4  |
| Finlandia  | 13 | 8 | 4 | 1 | 3 | 17 | 12 | +5  |
| Irlanda    | 9  | 8 | 3 | 0 | 5 | 17 | 14 | +3  |
| Montenegro | 0  | 8 | 0 | 0 | 8 | 2  | 51 | -49 |

|            | Finlandia (bandiera) | Irlanda (bandiera) | Montenegro (bandiera) | Portogallo (bandiera) | Spagna (bandiera) |
| ---------- | -------------------- | ------------------ | --------------------- | --------------------- | ----------------- |
| Finlandia  |                      | 4 - 1              | 1 - 0                 | 0 - 0                 | 1 - 2             |
| Irlanda    | 0 - 2                |                    | 9 - 0                 | 0 - 1                 | 0 - 3             |
| Montenegro | 1 - 7                | 0 - 5              |                       | 0 - 3                 | 0 - 7             |
| Portogallo | 3 - 2                | 1 - 2              | 6 - 1                 |                       | 1 - 4             |
| Spagna     | 5 - 0                | 3 - 0              | 13 - 0                | 2 - 0                 |                   |

Fonte: Sito UEFA

### Gruppo 3
| Squadra | Pt | G | V | N | P | GF | GS | DR  |
| ------- | -- | - | - | - | - | -- | -- | --- |
| Francia | 24 | 8 | 8 | 0 | 0 | 27 | 0  | +27 |
| Romania | 16 | 8 | 5 | 1 | 2 | 17 | 8  | +9  |
| Ucraina | 13 | 8 | 4 | 1 | 3 | 14 | 12 | +2  |
| Grecia  | 6  | 8 | 2 | 0 | 6 | 9  | 19 | -10 |
| Albania | 0  | 8 | 0 | 0 | 8 | 3  | 31 | -28 |

|         | Albania (bandiera) | Francia (bandiera) | Grecia (bandiera) | Romania (bandiera) | Ucraina (bandiera) |
| ------- | ------------------ | ------------------ | ----------------- | ------------------ | ------------------ |
| Albania |                    | 0 - 6              | 1 - 4             | 0 - 3              | 0 - 4              |
| Francia | 6 - 0              |                    | 1 - 0             | 3 - 0              | 4 - 0              |
| Grecia  | 3 - 2              | 0 - 3              |                   | 1 - 3              | 1 - 3              |
| Romania | 3 - 0              | 0 - 1              | 4 - 0             |                    | 2 - 1              |
| Ucraina | 2 - 0              | 0 - 3              | 2 - 0             | 2 - 2              |                    |

Fonte: Sito UEFA

### Gruppo 4
| Squadra    | Pt | G | V | N | P | GF | GS | DR  |
| ---------- | -- | - | - | - | - | -- | -- | --- |
| Svezia     | 21 | 8 | 7 | 0 | 1 | 22 | 3  | +19 |
| Danimarca  | 19 | 8 | 6 | 1 | 1 | 22 | 1  | +21 |
| Polonia    | 10 | 8 | 3 | 1 | 4 | 10 | 16 | -6  |
| Slovacchia | 9  | 8 | 3 | 0 | 5 | 11 | 13 | -2  |
| Moldavia   | 0  | 8 | 0 | 0 | 8 | 1  | 33 | -32 |

|            | Danimarca (bandiera) | Moldavia (bandiera) | Polonia (bandiera) | Slovacchia (bandiera) | Svezia (bandiera) |
| ---------- | -------------------- | ------------------- | ------------------ | --------------------- | ----------------- |
| Danimarca  |                      | 4 - 0               | 6 - 0              | 4 - 0                 | 2 - 0             |
| Moldavia   | 0 - 5                |                     | 1 - 3              | 0 - 4                 | 0 - 3             |
| Polonia    | 0 - 0                | 4 - 0               |                    | 2 - 0                 | 0 - 4             |
| Slovacchia | 0 - 1                | 4 - 0               | 2 - 1              |                       | 0 - 3             |
| Svezia     | 1 - 0                | 6 - 0               | 3 - 0              | 2 - 1                 |                   |

Fonte: Sito UEFA

### Gruppo 5
| Squadra  | Pt | G | V | N | P | GF | GS | DR  |
| -------- | -- | - | - | - | - | -- | -- | --- |
| Germania | 24 | 8 | 8 | 0 | 0 | 35 | 0  | +35 |
| Russia   | 14 | 8 | 4 | 2 | 2 | 14 | 9  | +5  |
| Ungheria | 8  | 8 | 2 | 2 | 4 | 8  | 20 | -12 |
| Croazia  | 7  | 8 | 2 | 1 | 5 | 8  | 15 | -7  |
| Turchia  | 4  | 8 | 1 | 1 | 6 | 3  | 24 | -21 |

|          | Croazia (bandiera) | Germania (bandiera) | Russia (bandiera) | Turchia (bandiera) | Ungheria (bandiera) |
| -------- | ------------------ | ------------------- | ----------------- | ------------------ | ------------------- |
| Croazia  |                    | 0 - 1               | 0 - 3             | 3 - 0              | 1 - 1               |
| Germania | 2 - 0              |                     | 2 - 0             | 7 - 0              | 12 - 0              |
| Russia   | 5 - 0              | 0 - 4               |                   | 2 - 0              | 3 - 3               |
| Turchia  | 1 - 4              | 0 - 6               | 0 - 0             |                    | 2 - 1               |
| Ungheria | 2 - 0              | 0 - 1               | 0 - 1             | 1 - 0              |                     |

Fonte: Sito UEFA

### Gruppo 6
| Squadra          | Pt | G | V | N | P | GF | GS | DR  |
| ---------------- | -- | - | - | - | - | -- | -- | --- |
| Svizzera         | 24 | 8 | 8 | 0 | 0 | 34 | 3  | +31 |
| Italia           | 18 | 8 | 6 | 0 | 2 | 26 | 8  | +18 |
| Rep. Ceca        | 10 | 8 | 3 | 1 | 4 | 13 | 18 | -5  |
| Irlanda del Nord | 7  | 8 | 2 | 1 | 5 | 10 | 22 | -12 |
| Georgia          | 0  | 8 | 0 | 0 | 8 | 2  | 34 | -32 |

|                  | Georgia (bandiera) | Irlanda del Nord (bandiera) | Italia (bandiera) | Rep. Ceca (bandiera) | Svizzera (bandiera) |
| ---------------- | ------------------ | --------------------------- | ----------------- | -------------------- | ------------------- |
| Georgia          |                    | 0 - 3                       | 0 - 7             | 0 - 3                | 0 - 3               |
| Irlanda del Nord | 4 - 0              |                             | 0 - 3             | 1 - 1                | 1 - 8               |
| Italia           | 6 - 1              | 3 - 1                       |                   | 3 - 1                | 0 - 3               |
| Repubblica Ceca  | 4 - 1              | 3 - 0                       | 0 - 3             |                      | 0 - 5               |
| Svizzera         | 4 - 0              | 4 - 0                       | 2 - 1             | 5 - 1                |                     |

Fonte: Sito UEFA

### Gruppo 7
| Squadra              | Pt | G | V | N | P | GF | GS | DR  |
| -------------------- | -- | - | - | - | - | -- | -- | --- |
| Inghilterra          | 22 | 8 | 7 | 1 | 0 | 32 | 1  | +31 |
| Belgio               | 17 | 8 | 5 | 2 | 1 | 27 | 5  | +22 |
| Serbia               | 10 | 8 | 3 | 1 | 4 | 10 | 21 | -11 |
| Bosnia ed Erzegovina | 9  | 8 | 3 | 0 | 5 | 8  | 17 | -9  |
| Estonia              | 0  | 8 | 0 | 0 | 8 | 0  | 33 | -33 |

|                      | Belgio (bandiera) | Bosnia ed Erzegovina (bandiera) | Estonia (bandiera) | Inghilterra (bandiera) | Serbia (bandiera) |
| -------------------- | ----------------- | ------------------------------- | ------------------ | ---------------------- | ----------------- |
| Belgio               |                   | 6 - 0                           | 6 - 0              | 0 - 2                  | 1 - 1             |
| Bosnia ed Erzegovina | 0 - 5             |                                 | 4 - 0              | 0 - 1                  | 2 - 4             |
| Estonia              | 0 - 5             | 0 - 1                           |                    | 0 - 8                  | 0 - 1             |
| Inghilterra          | 1 - 1             | 1 - 0                           | 5 - 0              |                        | 7 - 0             |
| Serbia               | 1 - 3             | 0 - 1                           | 3 - 0              | 0 - 7                  |                   |

Fonte: Sito UEFA

### Gruppo 8
| Squadra    | Pt | G | V | N | P | GF | GS | DR  |
| ---------- | -- | - | - | - | - | -- | -- | --- |
| Norvegia   | 22 | 8 | 7 | 1 | 0 | 29 | 2  | +27 |
| Austria    | 17 | 8 | 5 | 2 | 1 | 18 | 4  | +14 |
| Galles     | 11 | 8 | 3 | 2 | 3 | 13 | 11 | +2  |
| Kazakistan | 4  | 8 | 1 | 1 | 6 | 2  | 30 | -28 |
| Israele    | 2  | 8 | 0 | 2 | 6 | 2  | 17 | -15 |

|            | Austria (bandiera) | Galles (bandiera) | Israele (bandiera) | Kazakistan (bandiera) | Norvegia (bandiera) |
| ---------- | ------------------ | ----------------- | ------------------ | --------------------- | ------------------- |
| Austria    |                    | 3 - 0             | 4 - 0              | 6 - 1                 | 0 - 1               |
| Galles     | 0 - 0              |                   | 3 - 0              | 4 - 0                 | 0 - 2               |
| Israele    | 0 - 1              | 2 - 2             |                    | 0 - 0                 | 0 - 1               |
| Kazakistan | 0 - 2              | 0 - 4             | 1 - 0              |                       | 0 - 4               |
| Norvegia   | 2 - 2              | 4 - 0             | 5 - 0              | 10 - 0                |                     |

Fonte: Sito UEFA

### Raffronto tra le seconde classificate
Ai fini di determinare le migliori sei seconde classificate si tiene conto delle partite disputate contro la prima, la terza e la quarta del girone, per un totale di sei partite. Le due peggiori seconde classificate disputano un match di spareggio per accedere alla fase finale.
| Gr | Squadra    | Pt | G | V | N | P | GF | GS | DR  |
| -- | ---------- | -- | - | - | - | - | -- | -- | --- |
| 1  | Scozia     | 15 | 6 | 5 | 0 | 1 | 16 | 6  | +10 |
| 4  | Danimarca  | 13 | 6 | 4 | 1 | 1 | 13 | 1  | +12 |
| 6  | Italia     | 12 | 6 | 4 | 0 | 2 | 13 | 7  | +6  |
| 7  | Belgio     | 11 | 6 | 3 | 2 | 1 | 16 | 5  | +11 |
| 8  | Austria    | 11 | 6 | 3 | 2 | 1 | 13 | 4  | +9  |
| 5  | Russia     | 10 | 6 | 3 | 1 | 2 | 12 | 9  | +3  |
| 3  | Romania    | 10 | 6 | 3 | 1 | 2 | 11 | 8  | +3  |
| 2  | Portogallo | 7  | 6 | 2 | 1 | 3 | 6  | 10 | -4  |

Fonte: Sito UEFA

## Play-off
La partita di andata si è giocata il 21 ottobre 2016, quella di ritorno il 25 ottobre.
| Squadra 1  | Totale      | Squadra 2 | Andata | Ritorno     |
| ---------- | ----------- | --------- | ------ | ----------- |
| Portogallo | 1 - 1 (gfc) | Romania   | 0 - 0  | 1 - 1 (dts) |

### Andata
| Lisbona 21 ottobre 2016, ore 19:45 CEST | Portogallo      | 0 – 0 referto | Romania | Estádio do Restelo (3 415 spett.)\| Arbitro: \| Katalin Kulcsár \| |
| Arbitro:                                | Katalin Kulcsár |               |         |                                                                    |

### Ritorno
| Arbitro: | Kateryna Monzul' |

|          |           |               |
| Rus 111’ | Marcatori | 105+1’ Norton |